# Eurycantha coronata
Eurycantha coronata är en insektsart som beskrevs av Ludwig Redtenbacher 1908. Eurycantha coronata ingår i släktet Eurycantha och familjen Phasmatidae. Inga underarter finns listade i Catalogue of Life.